# パルプンテ (プロレス)
パルプンテはプロレスラーのユニット。KAIENTAI DOJOを主戦場として活動していた。
かつてお船とサイコSHIPというタッグチームを結成していた謎の妖怪PSYCHOがX'sのメンバーであったX No.5を魔法の杖で洗脳しメンバーに加入させ、さらには外人レスラーであるカウボーイビリーを加え活動した。
パルプンテの気の合う仲間たちを集めた大会「お船と愉快な仲間達」も行われつぼ原人やお船のペットであったバイオモンスターDNA等も参加し話題を集めた。
主にDJニラ率いるロス・クワトロ・タバスコス等と抗争しビッグマッチでよく全面対決が開催され、ホモに目覚めたX No.5が人気選手であった旭志織を執拗な乳首攻めで苦しめ、お船は友達のいないDJニラを相手に戦った。
カウボーイビリーやX No.5の離脱によるメンバー減に苦しめられPSYCHOの柏組への加入により事実上の解散となった。

## 所属レスラー
- お船
- PSYCHO
- X No.5（プエルトリコ無期限修行の旅へ）
- カウボーイビリー（失踪）
- バイオモンスターDNA
- つぼ原人

## テーマ曲
- 「TRASH-BEAT & SONIC BEAT」（SP-MORRY）※「KAIENTAI-DOJO vol.6」に収録